# Sacré-Cœur
För andra betydelser, se Sacré-Cœur (olika betydelser).
Sacré-Cœur (franska: Basilique du Sacré-Cœur, "Heliga hjärtats basilika", uttalas [sakʁe kœʁ]) är en romersk-katolsk basilika och populärt landmärke i Paris. Kyrkan är uppkallad efter och tillägnad Jesu heliga hjärta. Basilikan är belägen på Montmartre-kullen som är den högsta punkten i staden. Kyrkan var färdigbyggd år 1914, men invigdes först år 1919 efter första världskrigets slut.
Byggandet av basilikan föreslogs först av biskopen av Nantes, Felix Fournier, år 1870. Uppförandet av basilikan ägde rum mellan åren 1875 och 1914.

## Historia

### Uppförande
Basilikan uppfördes mellan 1875 och 1914 (invigning 1919) för att markera bildandet av den tredje republiken. Initiativet togs av Romersk-katolska kyrkan, som såg den som ett "försoningsoffer" då Montmartre hade varit scen för många av händelserna under Pariskommunen 1871. Den tänktes också som ett monument över de döda i fransk-tyska kriget 1870–1871. Basilikan fullbordades dock inte förrän 1914 och invigningen ägde rum först 1919 efter första världskrigets slut. Oppositionen mot bygget var stor, både på politiska och estetiska grunder.

Basilikan ritades av arkitekten Paul Abadie och är byggd i romersk-bysantinsk stil, på platsen där Sankt Dionysius (Saint Denis) halshöggs cirka år 262. Dess interiör är stämningsfull med ljus som strömmar in från de färgade fönstren. På taket under den stora kupolen finns en stor mosaik föreställande Jesus Kristus och nedanför denna mosaik finns en staty av Dionysius som knäböjer. Kyrkan har även många skulpturer, bland annat en föreställande Jungfru Maria. Kyrkan hyser över 500 statyer och många av statyerna har hämtat inspiration från antikens arkitektur.

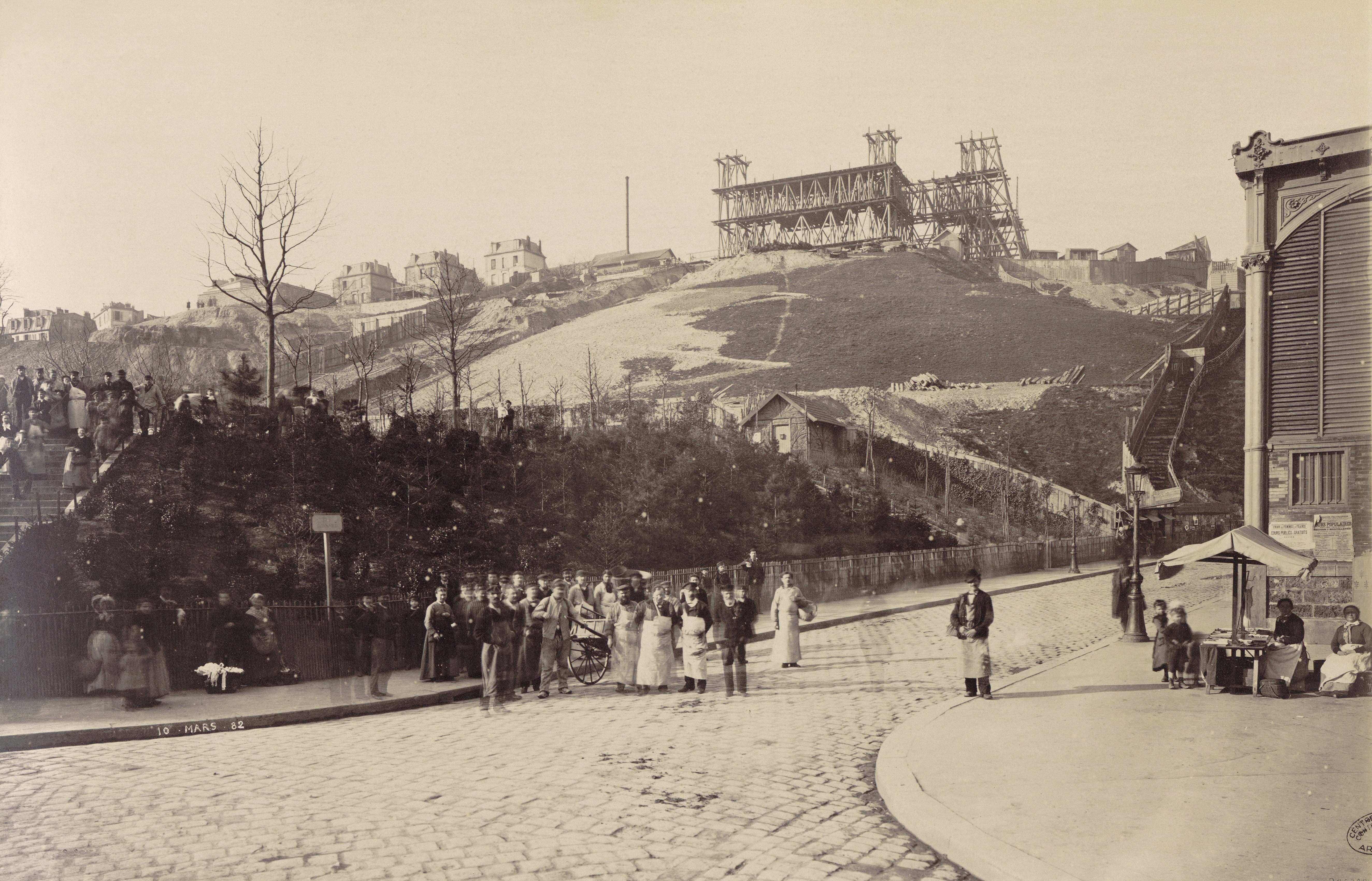
Byggandet av Sacré-Cœur, 1882.
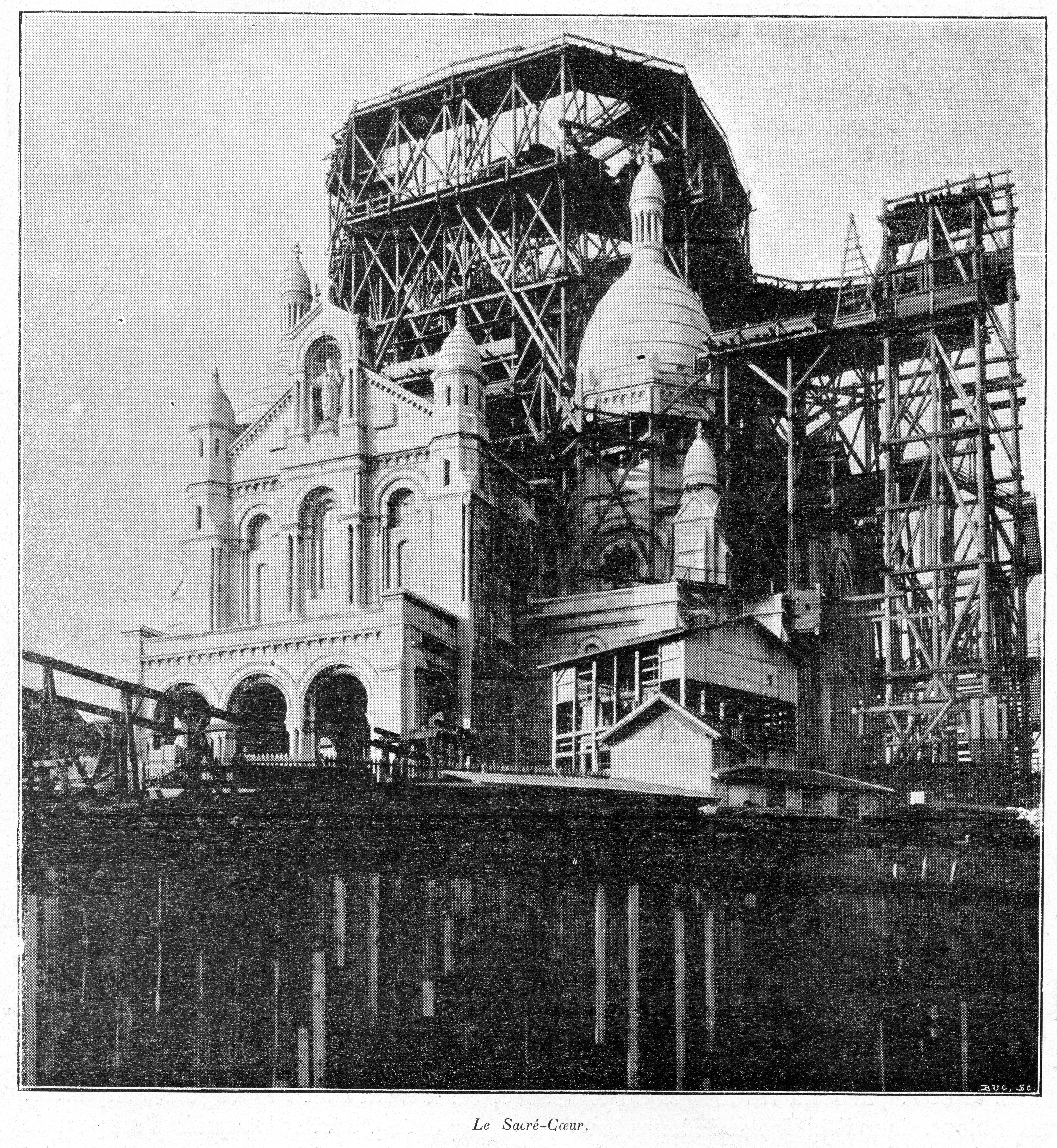
Uppförandet, 1897.

### Square Louise-Michel
Framför kyrkan finns den öppna platsen Square Louise-Michel, namngiven efter en lokal anarkist. Från platsen och upp till kyrkan är det 222 trappsteg.

## Basilikan
Sacré-Cœur är belägen på toppen av Montmartre i Paris artonde arrondissement och ger en vidsträckt utsikt över Paris. Det kan vara en av huvudorsakerna till att området fått stort genomslag inom populärkulturen. Området framför kyrkan har förekommit i många berömda filmer, däribland Amélie från Montmartre (2001), Ronin (1998) och kortfilmen C'était un rendez-vous (1976).
| ”                                                                         | Om ni ska se vackra kyrkor i Europa, finns det tre ni inte får missa: Peterskyrkan i Rom, Sacré-Cœur i Paris och Västerortskyrkan i Vällingby! | „ |
| – Le Corbusier till arkitekturstudenter under en föreläsningsturné i USA. | |   |

### Exteriör
Kyrkans klocktorn är belägen på kyrkans norra sida. Kyrkans port är belägen på dess södra sida och är utsmyckad med skulpturer av franskt och religiöst tema. Jesu heliga hjärta och kung Ludvig IX är två av skulpturerna som återfinns på kyrkans exteriör. 

## Bilder

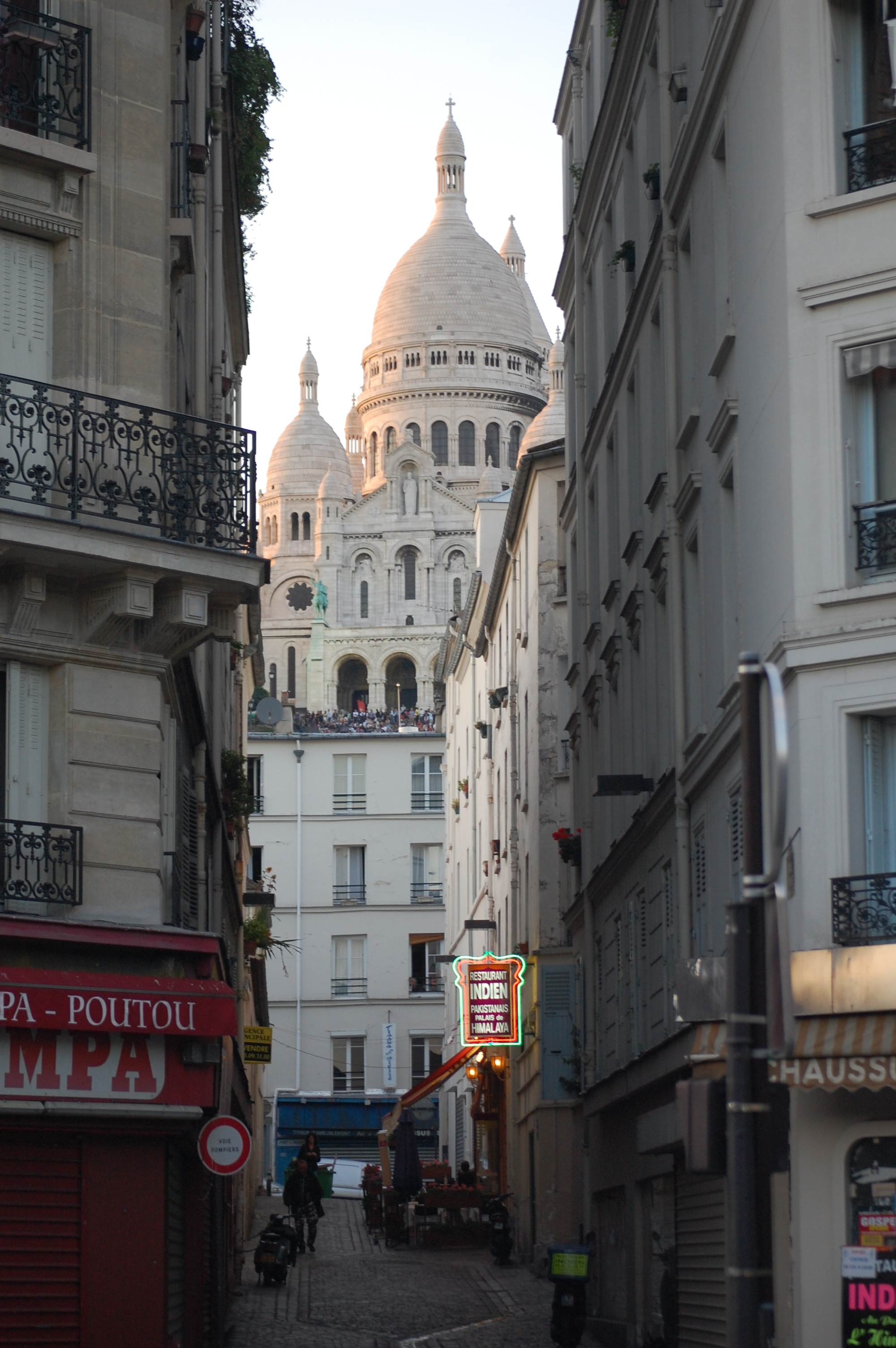
Sacré-Cœur sedd från Rue Briquet.
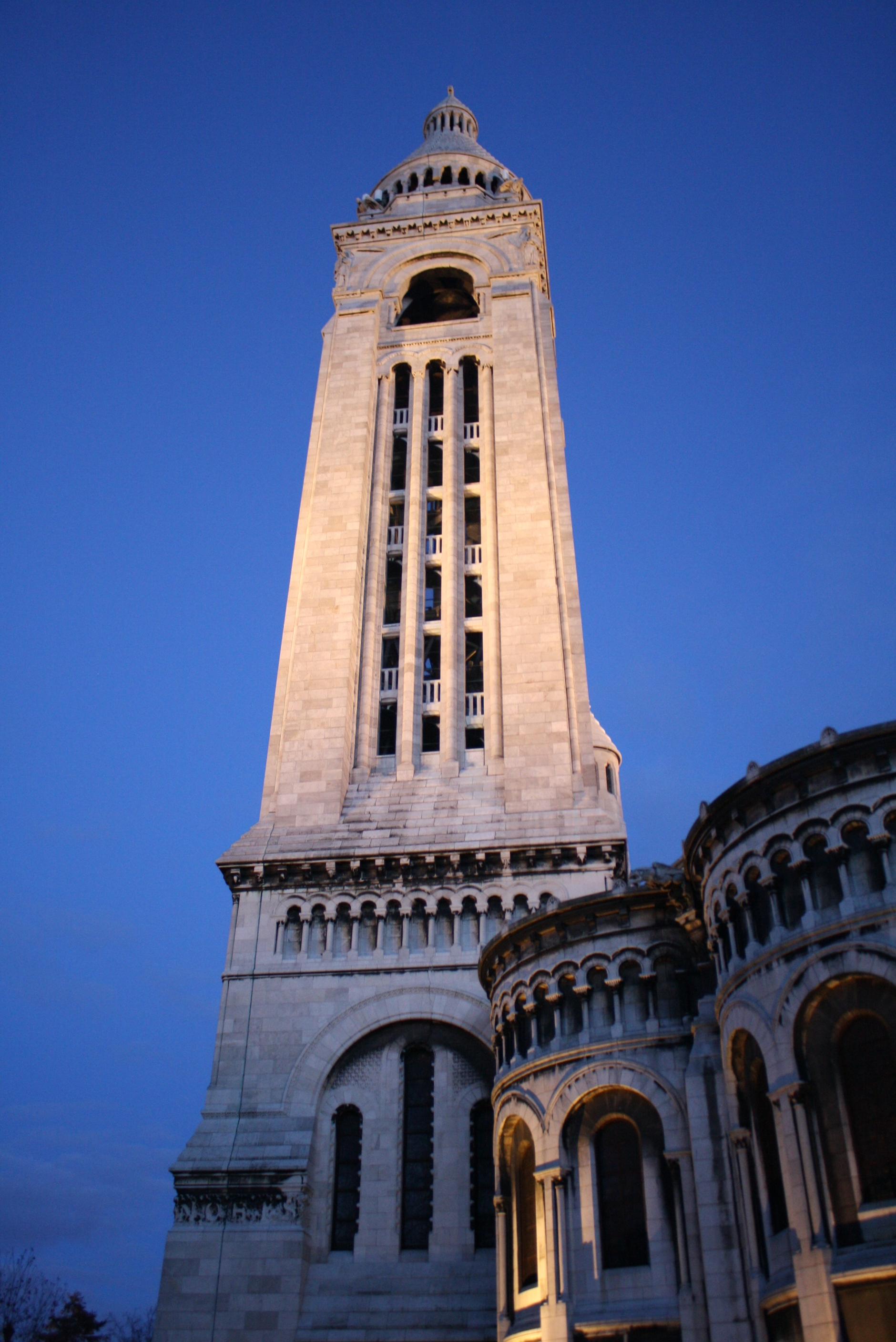
Klocktornet.
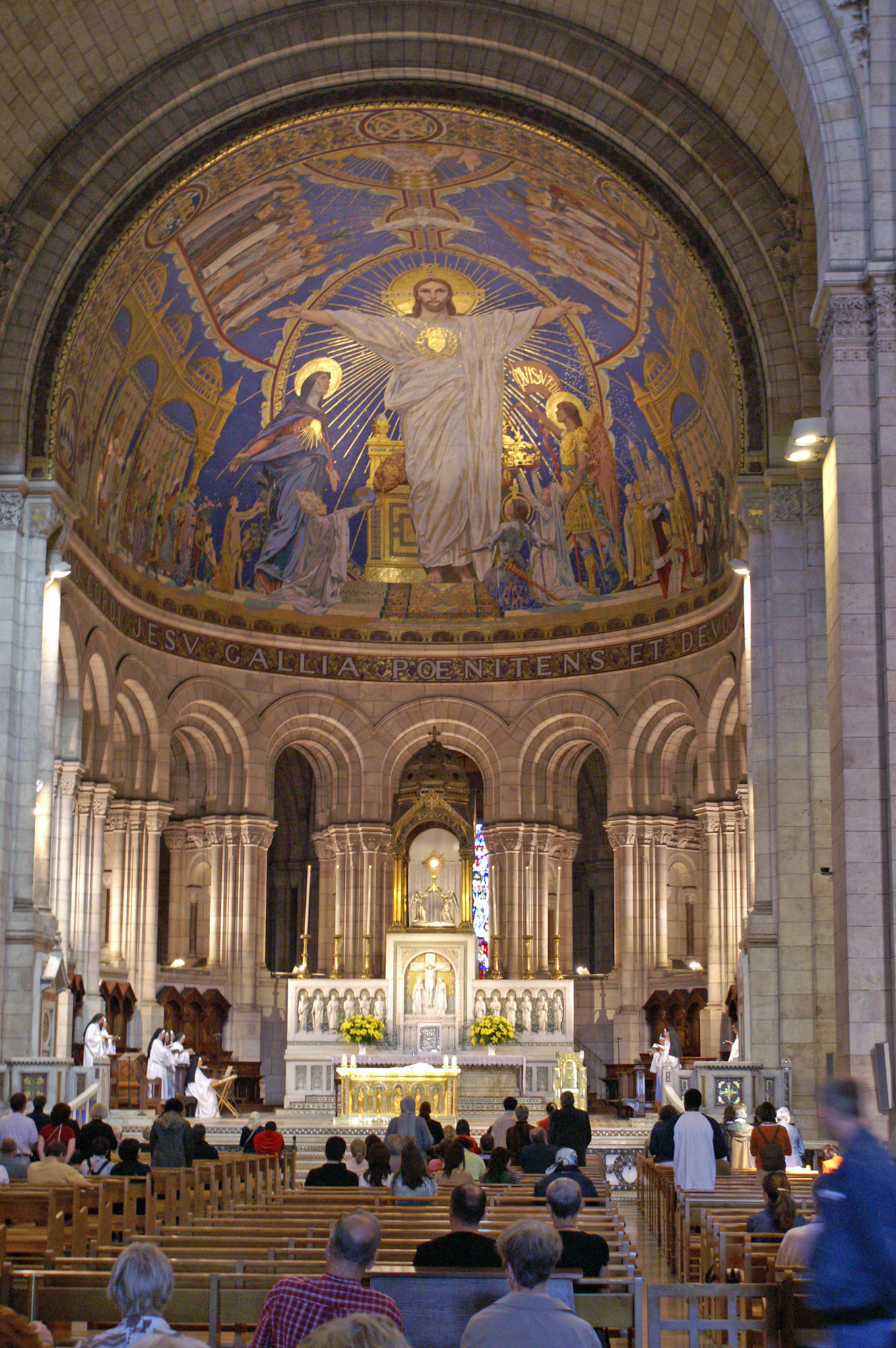
Interiören: absiden med Kristus-mosaiken i halvkupolen.
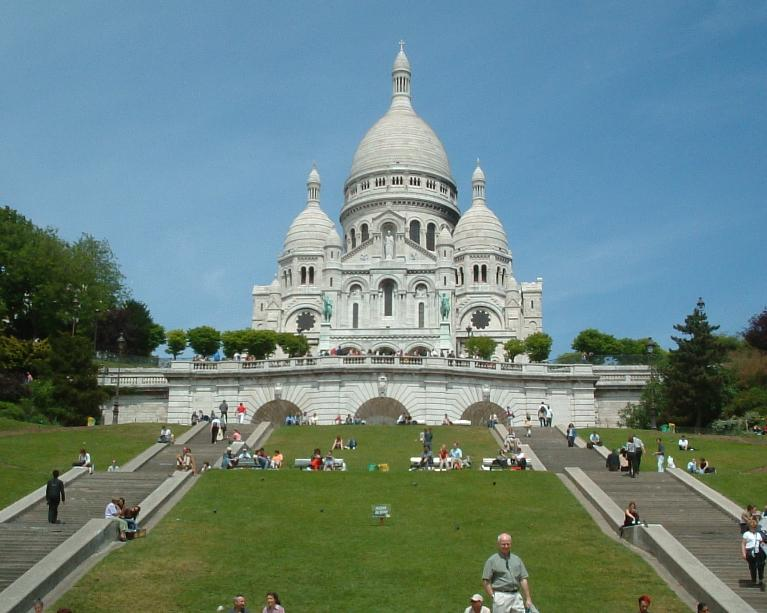
Trapporna uppför Montmartre.
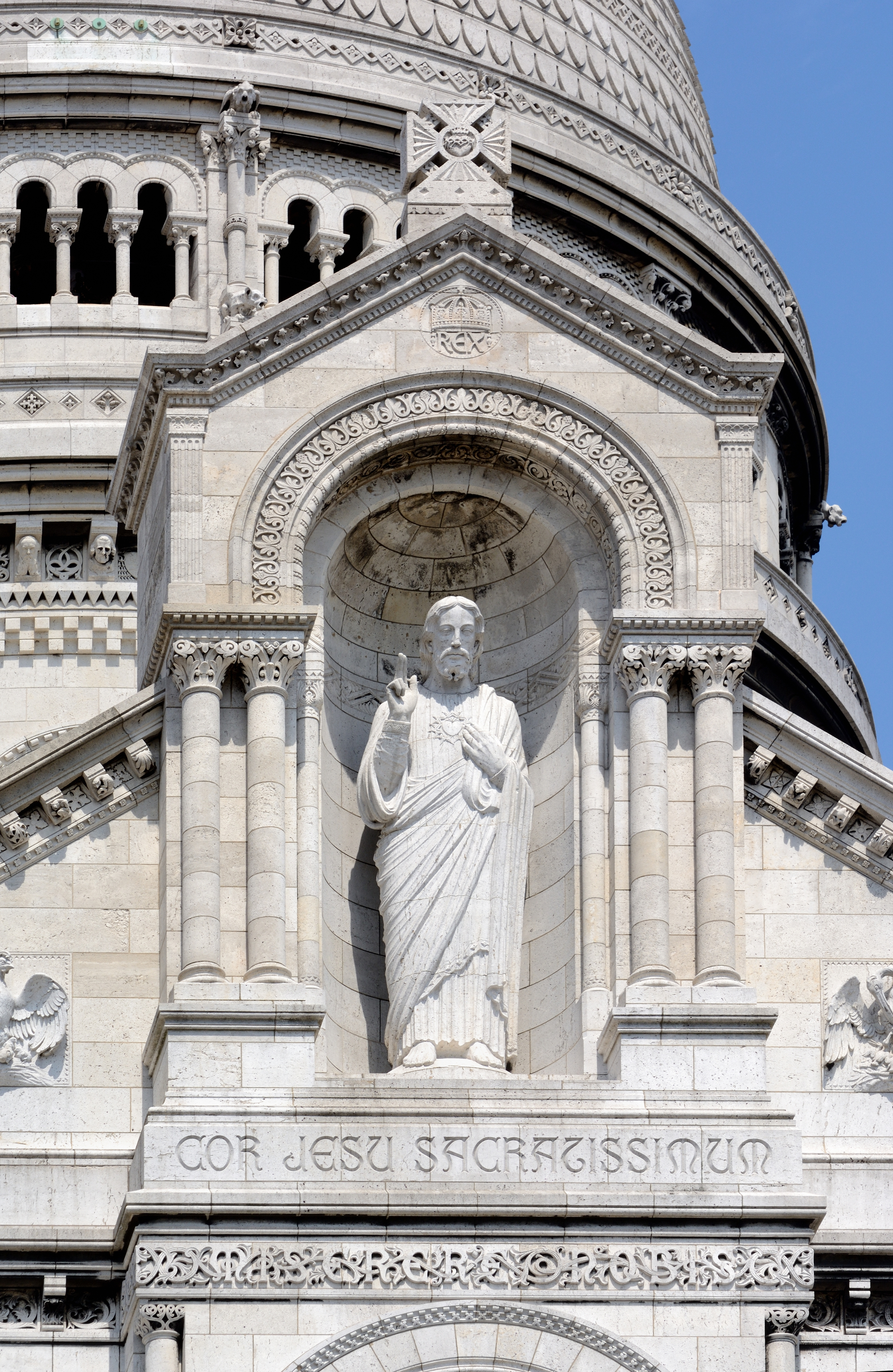
Fasaddetalj.

## Kommunikationer
I närheten av Sacré-Cœur ligger metrostationen Anvers, med sin gamla entré som liknar klängväxter.